# Rettori del Contado Venassino
Elenco dei rettori del Contado Venassino
- Guillaume de Villaret (1274 – 1284 o 1287)
- Henri de Gibertis (o Gibert o Gibiers) (1287 – 1289)
- Philippe de Bernisson (Brénizon) (1290 – 129…)
- Jean de Grillac (Grallin) (129… - 1295)
- Nicolà de Franzesi (1297 – 1299)
- Mathias de Chiéti (1299 – 1302)
- Ruggero de Spini e Jean Arthenisi (1302 – 1303)
- Guillaume de Mandagout (1303 – 1310)
- Raymond Guilhem de Budos (1310 – 1317)
- Arnaud de Trian (1317 – 1334)
- Pierre Guilhem de Budos (1335 – 1341)
- Jean Arpadelle (1342 – 1343)
- Hugues de la Roche (1344 – 1353)
- Guillaume de Roffiac (1353 – 1362)
- Philippe de Cabassolle (1362 – 1370)
- Étienne Aubert (1370 – 1371)
- Aymar de Poitiers-Valentinois (1372 – 1376)
- Guillaume III Roger de Beaufort, visconte di Turenne (1376 – 1379)
- Henri de Sévery (1379 – 1390)
- Odon de Villars (1390 – 1392)
- Pons de Langeac (1393 – 1394)
- Gaston de Moncada (1395 – 1397)
- Antoine de Luna (1397 – 1398)
- Jean de Alzenno (1399 – 1400)
- Pons de Langeac (1402)
- Antoine de Luna (1403 – 1408)
- Rodrigue de Luna (1408 – 1410)
- Jean de Poitiers-Valentinois (1410 – 1422)
- Periodo vacante (1423)
- Jacques de Complo (1424)
- Piero Cottini (1424 – 1431)
- Marco Condolmerio (1432)
- Onofrio Francesco Sanseverino (1432 – 1433)
- Jean de Poitiers-Valentinois (1433)
- Pierre de Foix (1433-1459)
- Angelo Geraldini (1459-1460)
- Constantin Heruli (1460-1472)
- Jean Bayle (1473)
- Frédéric de Saluces (1474)

- Édouard de Messey (1475)
- Renaud de Bourbon (1475-1476)
- Angelo Geraldini (1476-1478)
- Jean Rosa (1478-1479)
- Amalric de Vaison (1479-1482)
- Jean Casaletti (1482)
- Rodolfo Bonicafio (1482)
- Guillaume Adhémar de Monteil (1483-1485)
- Constantin Heruli (1485-1490)
- Giovanni Andrea Grimaldi (1490 - 1495)
- Clemente Grosso della Rovere (1495 - 1502)
- Galeotto Franciotti della Rovere (1502 - 1503)
- Louis de Rochechouart (1503 - 1505)
- François d'Estaing (1505 - 1509)
- Angelo Leonti (1510 - 1511)
- Jean de Montaigut (1511 - 1513)
- Pierre de Valetaris (1513 – 1514)
- François de Villeneuve (1514)
- Pierre de Brie (1515)
- Giscard de Corneillan (1516 – 1541)
- Paul Sadolet (1541 - 1547)
- Andrea Recuperati (1547 – 1553)
- Jacques Marie Sala (1553 – 1554)
- Antonio Vacca (1554 – 1555)
- Antonio Paolo Toscomi (1555)
- François de Castellane (1555 – 1560)
- Paul Sadolet (1560 – 1561)
- Laurent de Tarascon (1561 – 1565)
- Pierre Sabatier (1565 – 1566)
- François de Castellane (1566)
- Jean de Roquelaure (1566 – 1567)
- Paolo Sadoleto (1567 – 1572)
- Gaspard du Pont (1572)
- Giacomo Sacrati (1572 – 1577)
- Domenico Grimaldi (1577 – 1584)
- Pompeo Rocchi (1584 – 1586)
- Francesco Argolico (1586 – 1587)
- Giacomo Sacrati (1588 – 1593)
- Guillaume de Cheisolme (1593)
- Achille Ginnasi (1593 – 1594)
- Geronimo Leopardi (1594 – 1598)
- Orazio Capponi (1598 – 1600)
- Jean de Tulle (1600 – 1605)
- Giacomo Raccamadoro (1605 – 1607)
- Orazio Capponi (1607 – 1609)

- Baldassarre Gaddi (1609 – 1614)
- Cosimo de' Bardi (1614 – 1615)
- Ottavio Mancini (1615 – 1616)
- Cosimo de' Bardi (1616 – 1621)
- Cesare Racagna (1621 – 1627)
- Antonio Brunacchi (1627)
- François de Suarès (1627)
- Persio Caraccio (1627 – 1630)
- Giovanni Battista Bongo (1630 – 1637)
- Jean Cosme Keermans (1637 – 1643)
- Guidobaldo Gallo (1643 – 1644)
- Jean Cosme Keermans (1644 – 1652)
- Mario Buti (1652 – 1657)
- Cesare Salvani (1657 – 1664)
- Farulfo Montemarte (1664 – 1672)
- Michele Antonio Vibò (1672 – 1682)
- Giovanni Rasponi (1682 – 1689)
- Filippo Onofri (1689 – 1696)
- Scipio Zanelli (1696 – 1697)
- Flavio Barbarossa (1698 – 1702)
- Francesco Maria Abbati (1702 – 1707)
- Bernardino Giunigi (1707 – 1711)
- Carlo Francesco Gallarini (1711)
- Francesco Maria Abbati (1711 – 1712)
- Alessandro Francesco Codebo (1712 – 1716)
- Ottavio Gasparini (1716 – 1733), Francesco Maria Abbati ad interim (22 novembre 1727-1729)
- Azzolino Cervini (1733 – 1738)
- Alessandro Guiccioli (1738 – 1745)
- Joseph-Dominique d'Inguimbert, detto Dom Malachie (1745)
- Gaspare Santacroce (1745 – 1753)
- Tomasso Galli (1753 – 1755)
- Fortunato Savini (1755 – 1758)
- Charles Manzoni (1758 – 1768)
- Periodo vacante di rettorato (1769 – 1773)
- Denis-François-Régis Valoris (1774 – 1776)
- Giulio Cesare Zollio (1776 – 1785)
- Giuseppe Vincenzo Beni (1785 – 1787)
- Cristoforo Pieracchi (1787 – 1790)
- Filippo Casoni (1790 – 1791) (ultimo rettore)

Il 18 agosto del 1791, nella chiesa di San Lorenzo di Bédarrides, fu decisa l'annessione del Contado Venassino alla Francia.